# Фёлькермаркт (округ)
Фёлькермаркт (нем. Bezirk Völkermarkt) — политический округ в Австрии, в федеральной земле Каринтия. Площадь округа 907,49 кв. км. Население (по предварительным данным оценки на 01.01.2018 г.) — 42 025 чел. Плотность населения 46,31 чел./км². Центр округа — город Фёлькермаркт.

## Административное устройство
| В административном отношении политический округ Фёлькермаркт делится на 13 политических общин, из них: две городских, три ярмарочных и восемь сельских (в скобках указаны цифровой код общины на карте-схеме и численность населения по предварительной оценке на 1 января 2018 года): Города и городские общины 1. 20801 — Блайбург (1) — (4 072) - Лойбах (по состоянию на 01.01.2017 г. — 397) 2. 20817 — Фёлькермаркт (13) — (10 944) Ярмарочные общины 1. 20804 — Айзенкаппель-Феллах (4) — (2 308) 2. 20808 — Гриффен (8) — (3 464) 3. 20803 — Эберндорф (3) — (5 865) - Лойбегг (по состоянию на 01.01.2017 г. — 94) Сельские общины 1. 20806 — Галлициен (6) — (1 761) 2. 20807 — Глобасниц (7) — (1 620) 3. 20802 — Дикс (2) — (825) 4. 20815 — Зиттерсдорф (12) — (2 011) 5. 20810 — Нойхаус (9) — (1 039) 6. 20812 — Руден (10) — (1 530) 7. 20813 — Санкт-Канциан-ам-Клопайнер-Зе (11) — (4 401) 8. 20805 — Файстриц-об-Блайбург (5) — (2 185) |

## Население
Население округа по данным статистического бюро Австрии

## Внешние ссылки
- Официальная страница (нем.)